# Freemaniana
Freemaniana là một chi bướm ngày thuộc họ Bướm nâu.